# 팔색조 (드라마)
《팔색조》는 1986년 8월 10일에 MBC TV에서 방영되었던 베스트셀러극장이다.

## 줄거리
작가 K씨(나한일)는 거제도를 배경으로 한 원고 청탁을 받고 취재를 하기 위해 거제도로 가게 된다. 가는 도중 팔색조에 대한 이야기를 듣지만 K씨는 흥미가 생기지 않는다. K씨는 거제도에 도착한 뒤 지역 주민들로부터도 팔색조 이야기를 듣게 된다. 주민들에 따르면 암컷 팔색조의 울음 소리가 꼭 여자의 목소리 같아서 넋을 잃는 사람들이 많다고 한다. K씨는 그 섬에 자주 들르던 한 여성(김도연)을 만나 급속도로 가까워 지게 되는데...

## 출연
- 김도연
- 나한일
- 송기윤
- 김연자
- 신충식
- 정희선
- 김경란
- 박종관
- 김호영
- 문시경
- 정성모
- 최한호
- 전신희
- 이순화
- 김의석
- 최정아